# Dipartimento per le disabilità
Il Dipartimento per le politiche in favore delle persone con disabilità è il dipartimento governativo, incardinato presso la Presidenza del Consiglio dei ministri, che opera nell'area funzionale relativa alla promozione e al coordinamento delle politiche in favore delle persone con disabilità. L'attuale ministra è Alessandra Locatelli (Lega).

## Storia
L'Ufficio per le politiche in favore delle persone con disabilità fu istituito il 21 ottobre 2019, a decorrere dal 1° gennaio 2020, dal presidente del Consiglio Giuseppe Conte; è stato tramutato in dipartimento con decreto ministeriale del 22 dicembre 2022. 

## Funzioni
cura gli adempimenti utili alla realizzazione degli interventi connessi all'attuazione delle riforme per la garanzia della tutela e della promozione dei diritti dei cittadini disabili e per agevolare la loro piena ed effettiva partecipazione e la loro autonomia, in coerenza con la Convenzione delle Nazioni Unite sui diritti delle persone con disabilità e la Carta dei diritti fondamentali dell’Unione Europea. Svolge le attività istruttorie legate agli atti, anche normativi, di competenza in materia di disabilità. 
Cura l'attività istruttoria ai fini della promozione di accordi unificati diretti a sviluppare una governance coordinata tra vari piani per le prestazioni e i servizi sociali per i cittadini con disabilità. Assicura l'attività informativa istituzionale nelle materie di propria competenza con la divulgazione delle azioni positive.
Il dipartimento cerca di garantire la rappresentanza di governo negli organismi italiani ed internazionali competenti in materia di disabilità fornendo il supporto all'autorità politica nell'esercizio delle proprie attività. Promuove, in collaborazione con l'Istituto nazionale di statistica e con l'Istituto nazionale della previdenza sociale, la raccolta dei dati concernenti le persone disabili. 

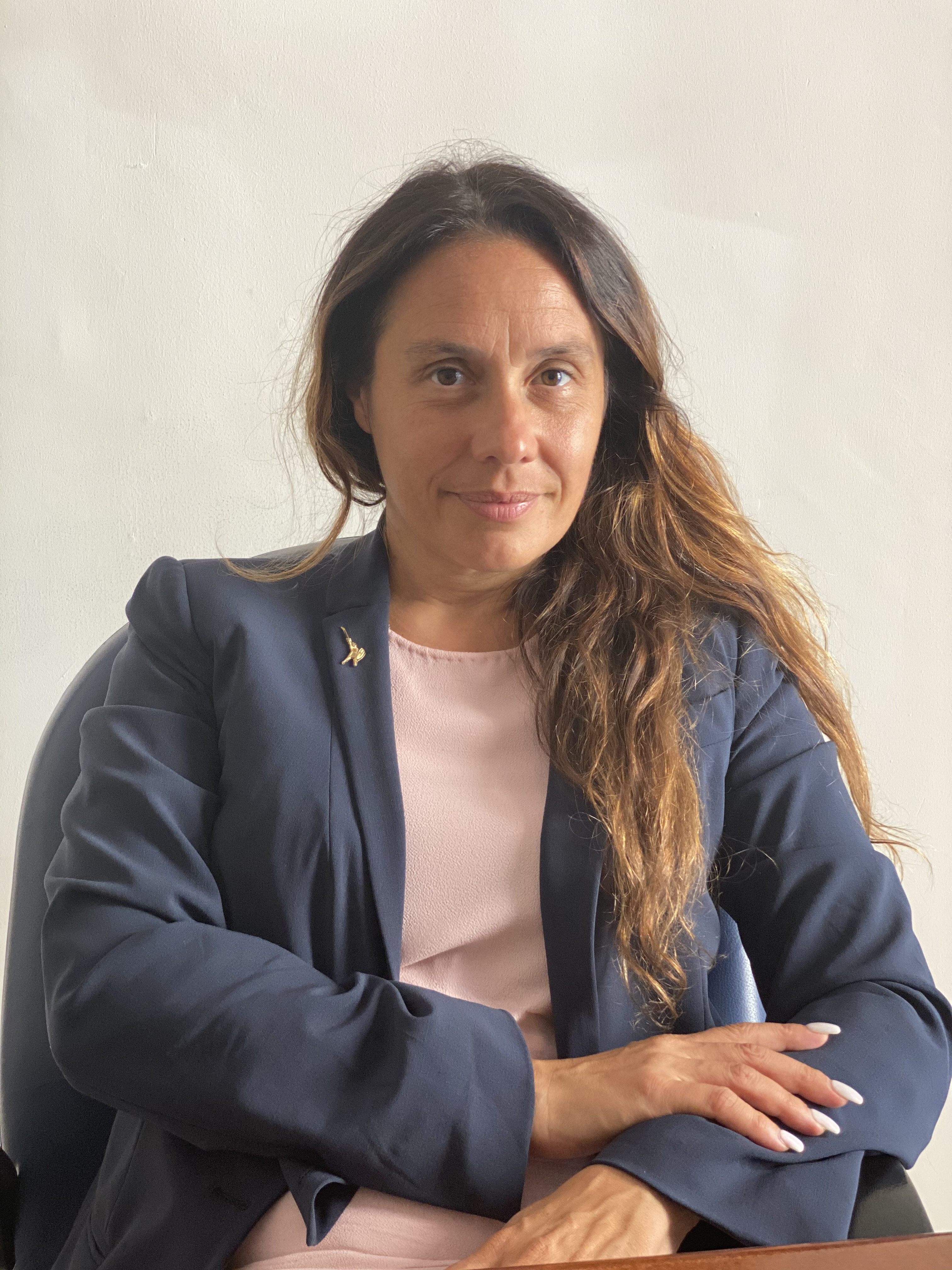
L'attuale ministra, Alessandra Locatelli

Vengono inoltre curate le istanze inerenti quesiti o segnalazioni riguardo alle problematiche dei disabili coordinando attività di studio e ricerca in favore delle persone con disabilità. Predispone pareri sulle domande di patrocinio alla presidenza del Consiglio dei ministri riguardo alle persone con disabilità con un costante confronto con le federazioni più rappresentative in materia di disabilità.

### Osservatorio nazionale sulla condizione delle persone con disabilità
Nell'ambito del dipartimento opera l'Osservatorio nazionale sulla condizione delle persone con disabilità, istituito nel 2009 con funzioni consultive e di supporto per elaborare politiche nazionali in favore delle persone disabili, allo scopo di migliorare l'informazione sulla disabilità in Italia e al contempo fornire un contributo al miglioramento dell'efficacia e dell'adeguatezza delle politiche.
Il dipartimento cura la gestione e l'amministrazione per l'esercizio dei compiti dell'Osservatorio nazionale sulla condizione delle persone con disabilità mediante una segreteria tecnica. Il dipartimento fornisce inoltre supporto all'aggiornamento del sito web dell'Osservatorio nazionale sui diritti delle persone con disabilità.

## Elenco dei ministri
L'elenco comprende il nominativo di tutti i ministri che hanno ricoperto la carica a far data dal 2018, col governo Conte I.